# Barão de Viamonte da Boavista
Barão de Viamonte da Boavista é um título nobiliárquico criado por D. Maria II de Portugal, por Decreto de 17 de Fevereiro de 1848, em favor de José Joaquim de Oliveira de Viamonte.
Titulares
1. José Joaquim de Oliveira de Viamonte, 1.º Barão de Viamonte da Boavista;
2. José Dias de Oliveira da Cunha de Viamonte, 2.º Barão de Viamonte da Boavista.